# ロッド・フォンタナ
ロッド・フォンタナ（Rod Fontana, 本名:Ronald Boyer ロナルド・ボイヤー、 1952年9月18日 - ）は、アメリカ合衆国のポルノ俳優、監督。サウスカロライナ州セントラル出身。
妻はポルノ女優のライザ・ハーパー。

## 経歴
大学を中退後、アメリカ陸軍に入隊。ベトナム戦争に従事するなどして1975年に帰還したロッドはニューヨーク市警察への就職を望んだが叶わず、ポルノ俳優をしていた友人の推薦により1976年夏に初めての作品を撮影した。1980年代頃には再び陸軍に戻ったため、ポルノ業界を離れたが、1990年代に復帰した。
2005年、AVN殿堂入り。ロッドは宗教的関心を追求するため、2007年頃に業界から引退したと報じられた。しかし翌年も彼のキャリアは続き、ロッド本人がAVNに対してその情報は誤ったものだと訂正した。

## 私生活
2002年にライザとの間にダイアナという名の娘が誕生するが、ほどなくして黄色ブドウ球菌感染症で死去。この事が夫婦をより宗教的にしたと報じられた。